# Etropus crossotus
Etropus crossotus är en fiskart som beskrevs av Jordan och Gilbert 1882. Etropus crossotus ingår i släktet Etropus och familjen Paralichthyidae. Inga underarter finns listade i Catalogue of Life.